# Estadi Geórgios Karaiskakis
Propietat de l'Olympiakos FC, l'Estadi Geórgios Karaiskakis va ser inaugurat el juny de 1925; l'estadi té una capacitat de 33.300 espectadors.
El nom prové de Geórgios Karaiskakis, que va ser un heroi mort prop d'aquest estadi durant la Guerra d'independència de Grècia.
En aquest estadi s'han realitzat diversos esdeveniments històrics, com la final de la Recopa d'Europa de 1970-1971, o partits dels Jocs Olímpics d'Atenes 2004 i competicions de Ciclisme als Jocs Olímpics d'estiu de 1896.